# Lamprologus kungweensis
Lamprologus kungweensis е вид лъчеперка от семейство Цихлиди (Cichlidae). Видът е критично застрашен от изчезване.

## Разпространение
Разпространен е в Танзания.